# Smil III. z Lichtenburka
Smil III. z Lichtenburka (kolem 1295 – mezi 1310 a 1314) byl český šlechtic z žlebské větve rodu Lichtenburků.

## Život
Smil III. z Lichtenburka se narodil jako syn předního českého šlechtice Jindřicha z Lichtenburka a jeho manželky Matyldy ze Žleb kolem roku 1295. Měl starší bratry Hynka Krušina I. z Lichtenburka a Václava Žlebského z Lichtenburka a mladšího bratra Čeňka Žlebského z Ronovce. V pramenech se objevoval pouze v březnu 1310, kdy s bratry figuroval na listině svého strýce Rajmunda z Lichtenburka, která povolovalo městu Brodu (dnešní Havlíčkův Brod) si vystavět kamenné hradby, což svědčí o tom, že Smil měl na Brodu zřejmě menší podíl. Po roce 1310 se však vytratil z pramenů a zřejmě zemřel. Možná zahynul násilnou smrtí v bojích při nástupu Lucemburků na český trůn.

## Pečeť
Pečeť Smila III. z Lichtenburka se dochovala z roku 1310. Byla okrouhlá s průměrem 26 milimetrů a byla vyrobená z přírodního vosku. Na listině byla přivěšená bílo- nebo žluto-červeno-fialovými nitěmi. V poli měla gotický štít, v němž se nacházely zkřížené ostrve. Pole oddělovala linka. Vnější okraj byl linkovaný. Na pečeti gotickou majuskulou stál opis +S.ZMILOnIS. DE. LVCHTENBVRC.